# Zhoudynastin (Wu Zetian)
För alternativ, och vanligare betydelse, se Zhoudynastin (1045–256 f.Kr.)
Zhoudynastin (武周, Wǔ Zhōu), eller Wu Zhaos interregnum, var en kinesisk dynasti som varade från år 690 till 705 och delade Tangdynastin (618-907) i två delar. Zhoudynastin grundades och styrdes av Wu Zetian som är Kinas enda erkända kvinnliga kejsare.